# Vukašin Dević
Vukašin Dević (serbisch-kyrillisch Вукашин Девић; * 15. März 1984 in Belgrad) ist ein ehemaliger serbischer Fußballspieler.
Dević begann seine Laufbahn beim FK Radnički Pirot, von wo er Anfang 2007 zum SC Beira-Mar in die portugiesische Primeira Liga wechselte. Er stand einige Spiele in der Anfangsformation, konnte den Abstieg seines Klubs am Ende der Saison 2006/07 jedoch nicht verhindern. Er verließ den Verein und wechselte zum Ligakonkurrenten Belenenses Lissabon. Dort kam er in der Spielzeit 2007/08 nur gelegentlich zum Einsatz. Im Sommer 2008 ging er zurück nach Serbien, wo ihn Roter Stern Belgrad unter Vertrag nahm. Er kam nur in den ersten beiden Ligaspielen zum Einsatz, sodass sein Vertrag im Dezember 2008 aufgelöst wurde. Er war ein halbes Jahr vereinslos, ehe ihn Belenenses wieder verpflichtete. In der Saison 2009/10 kam er auf acht Einsätze und stieg mit seinem Klub am Saisonende ab. Er blieb dem Verein aus in der Segunda Liga treu, wurde in der Spielzeit 2010/11 jedoch nur fünfmal eingesetzt. Im Sommer 2011 beendete er seine Karriere.